# Saloya 2.ª Sección
Saloya 2.ª Sección es una localidad del municipio de Nacajuca ubicado en la subregión centro del estado mexicano de Tabasco.

## Geografía
La localidad de Saloya 2.ª Sección se sitúa en las coordenadas geográficas 18°03′12″N 92°56′12″O / 18.053333, -92.936667, a una elevación de 5 metros sobre el nivel del mar.

## Demografía
Según el Conteo de Población y Vivienda 2020, efectuado por el Instituto Nacional de Estadística y Geografía, la localidad de Saloya 2.ª Sección tiene 5,448 habitantes, de los cuales 2,671 son del sexo masculino y 2,777 del sexo femenino. Su tasa de fecundidad es de 1.64 hijos por mujer y tiene 1,627 viviendas particulares habitadas.
| Gráfica de evolución demográfica de Saloya 2.ª Sección entre 1970 y 2020 |
|                                                                          |
| INEGI.                                                                   |